# ستارز آند سترايبس (صحيفة)
ستارز آند سترايبس أو نجوم وشرائط هي صحيفة يصدرها الجيش الأمريكي عبر البحار خارج الولايات المتحدة. وهي متاحة في ثلاثة إصدارات مختلفة: الإصدار الأوروبي، إصدار الشرق الأوسط وإصدار المحيط الهادئ.
في نوفمبر 1861، أثناء الحرب الأهلية الأمريكية، قام جنود من ولاية إلينوي بانشاء معسكر في بلومفيلد بولاية ميزوري بعد أن أجبروا الكونفيدرالين على الانسحاب جنوباً. وبعد أن وجدوا مكتب الصحيفة خالياً فقرروا طبع صحيفة خاصة بهم تتعلق مقالاتها بأنشطتهم. وسموها ستارز آند سترايبس. واليوم تحول موقع الجريدة الأول في بلومفيلد إلى متحف.

## وصلات خارجية
- موقع الجريدة الإلكتروني نسخة محفوظة 8 سبتمبر 2017 على موقع واي باك مشين. (بالإنجليزية)
- موقع الجريدة الرسمي (بالإنجليزية)
- موقع الإصدار الأوروبي نسخة محفوظة 17 نوفمبر 2006 على موقع واي باك مشين. (بالإنجليزية)
- موقع إصدار المحيط الهادئ (بالإنجليزية)
- متحف ومكتبة الجريدة (بالإنجليزية)
- الموقع الرسمي للأرشيف الرقمي (بالإنجليزية)
- أرشيف الحرب العالمية الثانية (بالإنجليزية)